# Hoverla Oujhorod
Maillots
Le Futbolny Klub Hoverla Oujhorod (en ukrainien : Футбольний клуб Говерла Ужгород), plus couramment abrégé en Hoverla Oujhorod, est un ancien club ukrainien de football fondé en 1925 puis disparu en 2016, et basé dans la ville d'Oujhorod.

## Historique
- 1925 : fondation du club sous le nom Rus
- 1946 : le club est renommé Spartak
- 1961 : le club est renommé Verkhovina
- 1971 : le club est renommé Goverla
- 1982 : le club est renommé Zakarpatié
- 1992 : le club est renommé Zakarpattia et intègre la première division ukrainienne pour la première fois de son histoire
- 1997 : le club est renommé Verkhovyna
- 1998 : le club est renommé Zakarpattia
- 2011 : le club est renommé Hoverla-Zakarpattia
- 2012 : le club est renommé Hoverla
- 2016 : le club fait faillite et disparaît

## Bilan sportif

### Palmarès
| Compétitions nationales                                                                           |
| ------------------------------------------------------------------------------------------------- |
| - Championnat d'Ukraine D2 (3) : - Champion : 2004, 2009 et 2012. - Vice-champion : 2002 et 2007. |

### Classements en championnat
La frise ci-dessous résume les classements successifs du club en championnat d'Union soviétique.
La frise ci-dessous résume les classements successifs du club en championnat d'Ukraine.

## Entraîneurs du club
| - Bertalon Veyg (1946 - 1947) - Fedir Kourouts & Bertalon Veig (1948 - 1949) - Vasyl Radyk & Ferents Kourouts (1950 - 1951) - Vasyl Radyk (1952) - Bertalon Veyg & Vasyl Radyk (1953) - Karoy Sabo & Ferenc Kourouts (1954 - 1955) - Mykhaïlo Mykhalyna (1956 - 1959) - Mykhaïlo Mykhalyna & Ernest Youst (1960 - 1961) - Mykhaïlo Mykhalyna (1963 - 1968) - Vasyl Revatchko & Zoltan Dyerfi (1969 - 1970) - Vasyl Turyanchyk (1971) | - Dezyderiy Tovt & Ivan Pazho (1972 - 1973) - Mykhaïlo Mykhalyna (1975) - Ishtvan Shandor (? - 1978) - Ernest Kesler (1979 - ?) - Ishtvan Shandor (1984 - 1987) - Ivan Pazho (1987 - 1988) - Ivan Krasnetskyi (1989 - 1990) - Stepan Voytko (1990 - 1992) - Yuriy Tchirkov (1992 - 1993) - Ivan Chanhine (1993 - 1994) - Eduard Kesler (1994) - Ivan Ledney (1994) - Yuriy Tchirkov (1995) - Matviy Bobal (1995 - 1996) | - Oleksandr Holokolosov (1997) - Stepan Voytko (1997) - Ivan Chanhine (1997 - 1998) - Valentyn Khodoukine (1998) - Viktor Ryashko (1998 - 2000) - Yuriy Kalitvintsev (2001 - 2002) - Viktor Ryashko (2002 - 2005) - Petro Kouchlyk (2005 - 2007) - Volodymyr Sharane (2007 - 2008) - Mykhaïlo Ivanytsya (2008 - 2009) - Igor Gamula (2009 - 2011) - Oleksandr Sevidov (2011 - 2013) - Vyatcheslav Hroznyi (2013 - 2016) |

## Identité visuelle

### Logo

Évolution du logo
Logo de [Quand ?] à 2012.
Logo depuis 2012.